# Eugenio Giani
Eugenio Giani, né le 30 juin 1959 à Empoli, est un homme politique italien, membre du Parti démocrate depuis 2007. Il est président de la région Toscane depuis 2020.

## Biographie
Eugenio Giani est né à Empoli, dans le sud de l'Italie, tout en ayant des origines à San Miniato, en Toscane, d'où il lance sa campagne en janvier 2020. Il réside, en 2020, à Sesto Fiorentino.  
Il est diplômé en droit à l'Université degli Studi de Florence.  
Eugenio Giani est marié à Angela Guasti avec qui il a deux fils.   

### Activités littéraires
En tant que passionné d'histoire médiévale, il publie différents livres au sujet de la Toscane et de Florence en particulier. Dans Firenze giorno per giorno (Florence jour par jour), il identifie un événement historique concernant la ville par jour. On peut également citer Festività fiorentine (Festivités florentines), Il corteo della Repubblica Fiorentina (Le Cortège de la République florentine), tous deux écrits en collaboration.
Entre 2011 et 2015, il est président de la Società Dantesca Italiana, une association scientifique à but non lucratif italienne dont la vocation est de promouvoir des manifestations et des initiatives en mémoire du poète Dante Alighieri. Depuis 2015, il est président de la Maison de Dante,  demeure reconstruite dans le centre historique de Florence, lieu « prétendu » de la naissance de Dante.

### Activités politiques

#### Conseiller municipal et région
En 1990, Eugenio Giani rejoint le Parti socialiste italien, dans lequel il reste jusqu'au moment de sa dissolution, en 1994, à la suite du scandale Tangentopoli, vaste réseau de corruption qui concerne de nombreux partis du pays, et de l'Opération Mains propres qui fait suite. 
En 1990, il entre au conseil municipal de Florence. En 1994, il rejoint l'éphémère parti d'Enrico Boselli, Socialistes italiens, formation qui devient, après une fusion, Socialistes démocrates italiens en 1998. Lorsque le Partito Democratico est créé en 2007, Eugenio Giani quitte le parti de Boselli pour rejoindre la nouvelle formation. 
Lors des élections de 2009, il est réélu au conseil municipal de Florence pour la cinquième fois, et en obtenant le plus grand nombre de voix parmi les conseillers municipaux, ce qui lui permet d'être élu président du conseil le 1er juillet.
En 2015, Eugenio Giani est élu président du conseil régional de Toscane. Il remplace Alberto Monaci, également issu du Parti démocrate. En 2020, il est remplacé par Antonio Mazzeo, membre du même parti. La Toscane est effectivement un fief historique pour les partis socialistes italiens. 

#### Président de région

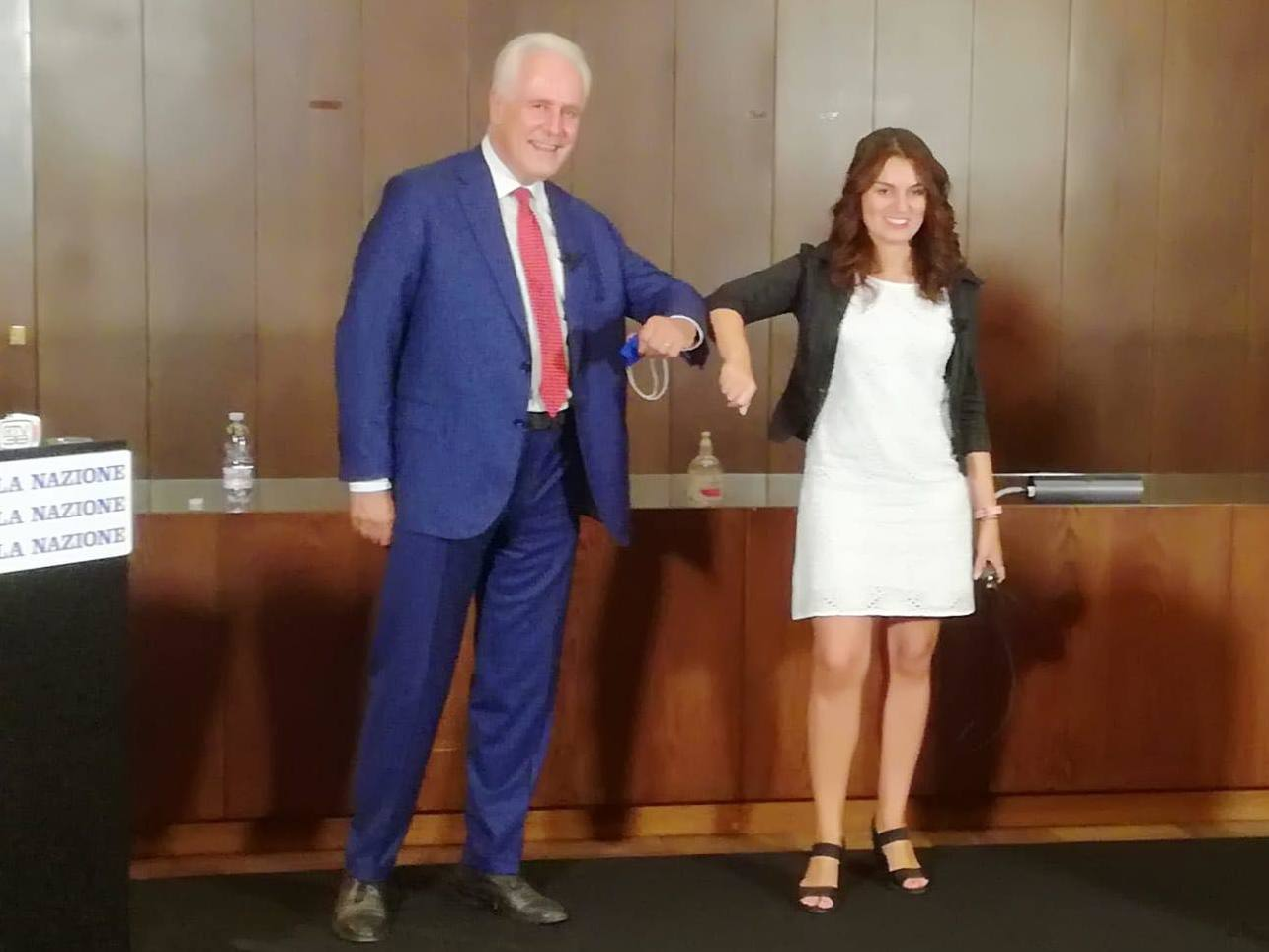
Eugenio Giani et Susanna Ceccardi lors du débat du 13 juillet 2020 dans l'auditorium La Nazione à Florence.

En 2019, il lance sa campagne pour la présidence de la région Toscane, il est  soutenu par une liste de centre gauche composée, en plus du PD, d'Italia Viva, de +Europa, d'Europe verte-Les Verts et Svolta!.
Lors du scrutin des 20 et 21 septembre, Eugenio Giani a remporté l'élection en obtenant 48,62% des voix, tandis que la principale concurrente issue de la droite, la députée européenne Susanna Ceccardi, soutenue par la Lega (nom officieux de la Ligue du Nord, parti de Matteo Salvini), Fratelli d'Italia (de Giorgia Meloni), Forza Italia (de Silvio Berlusconi), l'Union de centre et Toscana Civica per il Cambiamento, a obtenu 40,46%. 

## Publications
- Firenze e la Fiorentina, Firenze, 2005
- Il Corteo della Repubblica Fiorentina avec Luca Giannelli, Firenze, 2002
- Porta Romana, due piazze e un parcheggio in Oltrarno, avec Franco Cesati, Firenze, 1997
- L'Iris di Firenze, fiore e stemma della Città, Alessandra Perugi, Il Valico Edizioni, 2013